# El Pla (Castellar de la Ribera)
El Pla és una masia del municipi de Castellar de la Ribera, a la comarca catalana del Solsonès.